# Двухфазная сталь
Двухфазная сталь (англ. dual-phase steel) — сталь, кристаллическая структура которой представлена двумя фазами: ферритом с включениями мартенсита или бейнита. Применяется для производства деталей путём холодной пластической деформации. Для обозначения двухфазной ферритно-мартенситной стали в литературе встречается обозначение ДФМС.

## Получение
Двухфазную ферритно-мартенситную или ферритно-бейнитную сталь получают при закалке из межкритического интервала температур после нагревания или горячей прокатки. Получаемая структура представляет собой композиционный материал, состоящий из мягкого пластичного феррита и прочного твёрдого мартенсита. В структуре стали могут присутствовать также небольшие количества остаточного аустенита, бейнита и карбидов.
Необходимое соотношение структурных составляющих стали достигают регулированием содержания углерода. При его снижении до 0,08—0,09 % зависимость количества аустенита от температуры нагрева снижается.

## Характеристики и применение
Физико-механические свойства двухфазной стали определяются количеством мартенсита и размером зёрен феррита. Оптимальные свойства стали, предназначенной для холодной штамповки, достигаются при содержании 20—30 % мартенсита. При увеличении доли мартенсита растёт прочность, но падает предельное удлинение, что ухудшает штампуемость стали.
Основным применением двухфазных ферритно-мартенситных сталей является изготовление деталей холодной пластической деформацией (штамповкой, высадкой, вытяжкой или гибкой). После обработки давлением применяют упрочнение старением. Стали имеют удовлетворительную свариваемость и сопротивление коррозии.
Для холодной штамповки используют малоуглеродистые низколегированные стали с содержанием углерода 0,06—0,12 %, 1—2 % марганца, 0,5—1,5 % кремния и небольшими добавками ванадия, хрома или молибдена. К таким сталям относятся марки 06ХГСЮ и 06Г2СЮ. Легирование применяют для получения более мелкого зерна феррита. После термообработки предел текучести стали достигает 300—450 МПа, после штамповки — 450—600 МПа. При прочих равных условиях двухфазная сталь имеет больший предел выносливости при циклических нагрузках.
Штампованная двухфазная сталь применяется в автомобилестроении для изготовления штампованных ободов колёс.

## Маркировка
Штампованная двухфазная сталь в маркировке имеет латинскую букву «X».